# Codex Aleppo

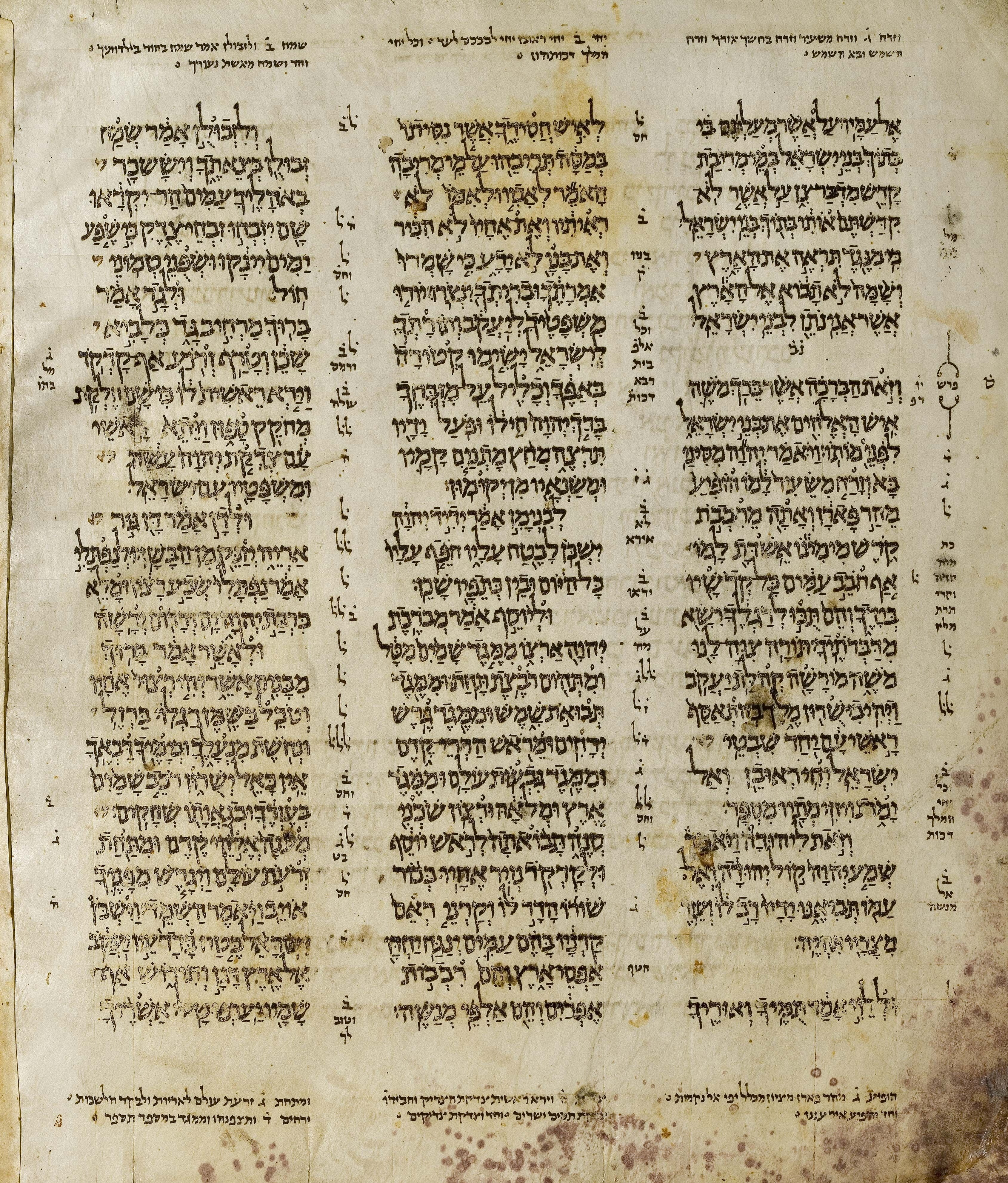
Página do Codex Aleppo, Deuteronômio. Fotografia de Ardon Bar Hama. O Instituto Yad Yitzhak Ben Zvi.

Códice ou Códex de Aleppo (c. 930), um manuscrito encadernado da Bíblia Hebraica transcrito por Shlomo ben Boyaʿa, editado no estilo tiberiano bíblico (vocalização, sotaque e notas massoréticas) pelo (ראש המלמדים; romaniz.: roš ha-melammedim) chefe dos professores, ʾAhărôn ben Mōšeh ben ʾĀšēr, é a principal referência para compilação de novas edições autorizadas de textos bíblicos na cultura judaica.

## História
A comunidade caraíta de Jerusalém comprou o códice de Israel ben Simha de Basra em algum momento entre (1040–1050). Esteve sob os cuidados dos irmãos Hizkiyahu e Joshya, líderes religiosos caraítas que eventualmente se mudaram para Fostat em 1050. O códice, no entanto permaneceu em Jerusalém até a última parte daquele século. Após o Cerco de Jerusalém (1099) durante a Primeira Cruzada, a sinagoga foi saqueada e o códice foi transferido para o Egito, onde os judeus pagaram um alto preço por seu resgate. Os documentos foram transportados para o Egito através de uma caravana conduzida e financiada pelo proeminente oficial alexandrino Abu'l-Fadl Sahl b. Yūsha 'Sha'yā, que estava em Ascalon para seu casamento no início de 1100. Inscrições judaico-árabes na primeira página do códice mencionam que o livro foi transferido para a sinagoga de Jerusalém em Fostat. O site do códice de Aleppo revela como o livro mudou de mãos: 
"Transferido [para a posse da sinagoga dos habitantes de Jerusalém] de acordo com a lei da redenção da prisão [em que havia caído] em Jerusalém, a Cidade Santa, pode ser reconstruída e restabelecida, para a congregação no Egito de Knisat Yerushalayim, possa ser construída e estabelecida na vida de Israel. Bendito seja aquele que o preserva e amaldiçoado seja aquele que o rouba, e amaldiçoado seja aquele que o vender, e amaldiçoado seja aquele que o penhorar. Não pode ser vendido e não pode ser corrompido para sempre."

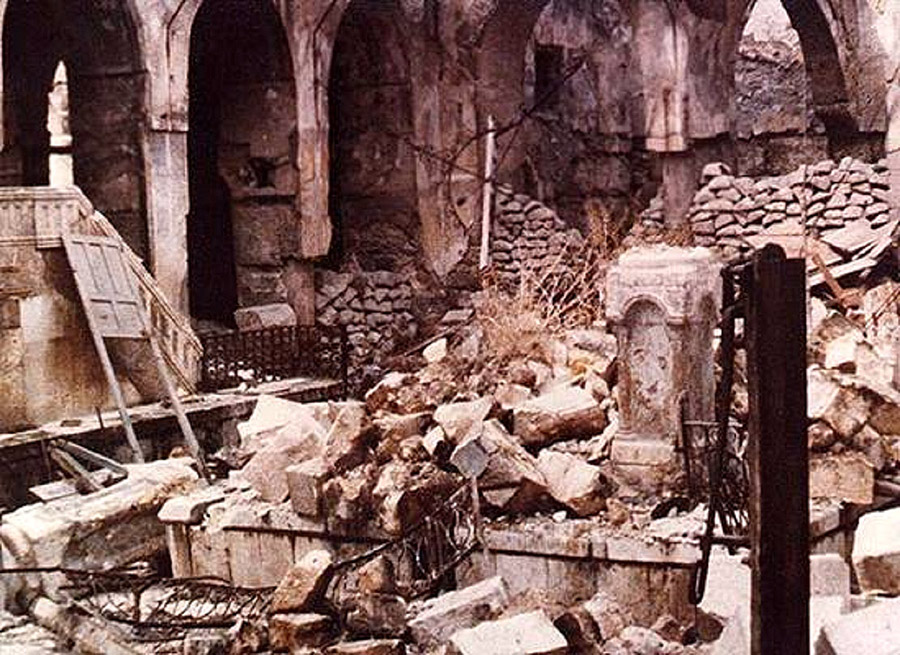
Aleppo - 1947

#### Em Aleppo
A comunidade de Aleppo guardou zelosamente o códice por cerca de 600 anos, ele foi mantido, juntamente com três outros manuscritos bíblicos, em um armário especial (mais tarde, um cofre de ferro) em uma capela subterrânea da Sinagoga Central de Aleppo. A comunidade recebeu consultas de judeus de todo o mundo, que pediram que fossem verificados vários detalhes textuais, correspondência que é preservada na literatura responsa e que permite a reconstrução de certos detalhes nas partes que estão faltando hoje. Mais importante ainda, na década de 1850, Shalom Shachne Yellin enviou seu genro, Moses Joshua Kimchi, a Aleppo, para copiar informações sobre o códice; Kimchi sentou-se durante semanas e copiou milhares de detalhes sobre o códice para as margens de uma pequena Bíblia manuscrita. A existência desta Bíblia era conhecida pelos estudiosos do séc. XX no livro 'Ammudé Shesh por Shemuel Shelomo Boyarski, foi então que a própria Bíblia foi descoberta por Yosef Ofer em 1989.
No entanto, a comunidade limitou a observação direta do manuscrito por pessoas de fora, especialmente por estudiosos dos tempos modernos. Paul E. Kahle, ao revisar o texto da Bíblia Hebraica na década de 1920, tentou sem sucesso, obter uma cópia fotográfica. Isso forçou-o a usar o Códice de Leningrado, para sua terceira edição de 1937. 
O único estudioso moderno que foi autorizado a compará-lo com uma Bíblia hebraica impressa padrão e tomar notas sobre as diferenças foi Umberto Cassuto, que examinou em 1943. Este sigilo tornou impossível confirmar a autenticidade do Códice, de fato Cassuto duvidou que era o códice de Maimônides, embora ele concordasse que era do séc. X. 
Durante os tumultos de 1947, em Alepo, a antiga sinagoga da comunidade foi queimada e o Codex foi danificado, de modo que não mais do que 294 das 487 páginas originais (estimadas) sobreviveram. As folhas que faltam são objeto de controvérsia. Os judeus de Aleppo afirmam que foram queimados, no entanto, a análise acadêmica não mostrou nenhuma evidência de fogo tendo atingido o códice em si, as marcas escuras nas páginas são devido a fungos. Alguns estudiosos, em vez disso, acusam os membros da comunidade judaica de ter arrancado as folhas perdidas e mantê-las escondidas em particular.  
Duas folhas reapareceram, uma em 1982 e outra em 2007, deixando aberta a possibilidade de que ainda mais possam ter sobrevivido aos tumultos em 1947. Em particular, o livro de 2012, The Aleppo Codex de Matti Friedman, chama a atenção para o fato de que testemunhas oculares em Alepo que viram o códice logo após o incêndio relataram consistentemente que ele estava completo ou quase completo, e então não há relato disso por mais de uma década, até que ele chegou a Israel e foi colocar no Instituto Ben-Zvi.
A comunidade de Damasco possuía uma contrapartida do Códice de Alepo, conhecido como o Keter Damasco, também escrito em Israel no séc. X, que agora é mantido na Biblioteca Nacional de Israel (n.º= ms. Heb 5702).

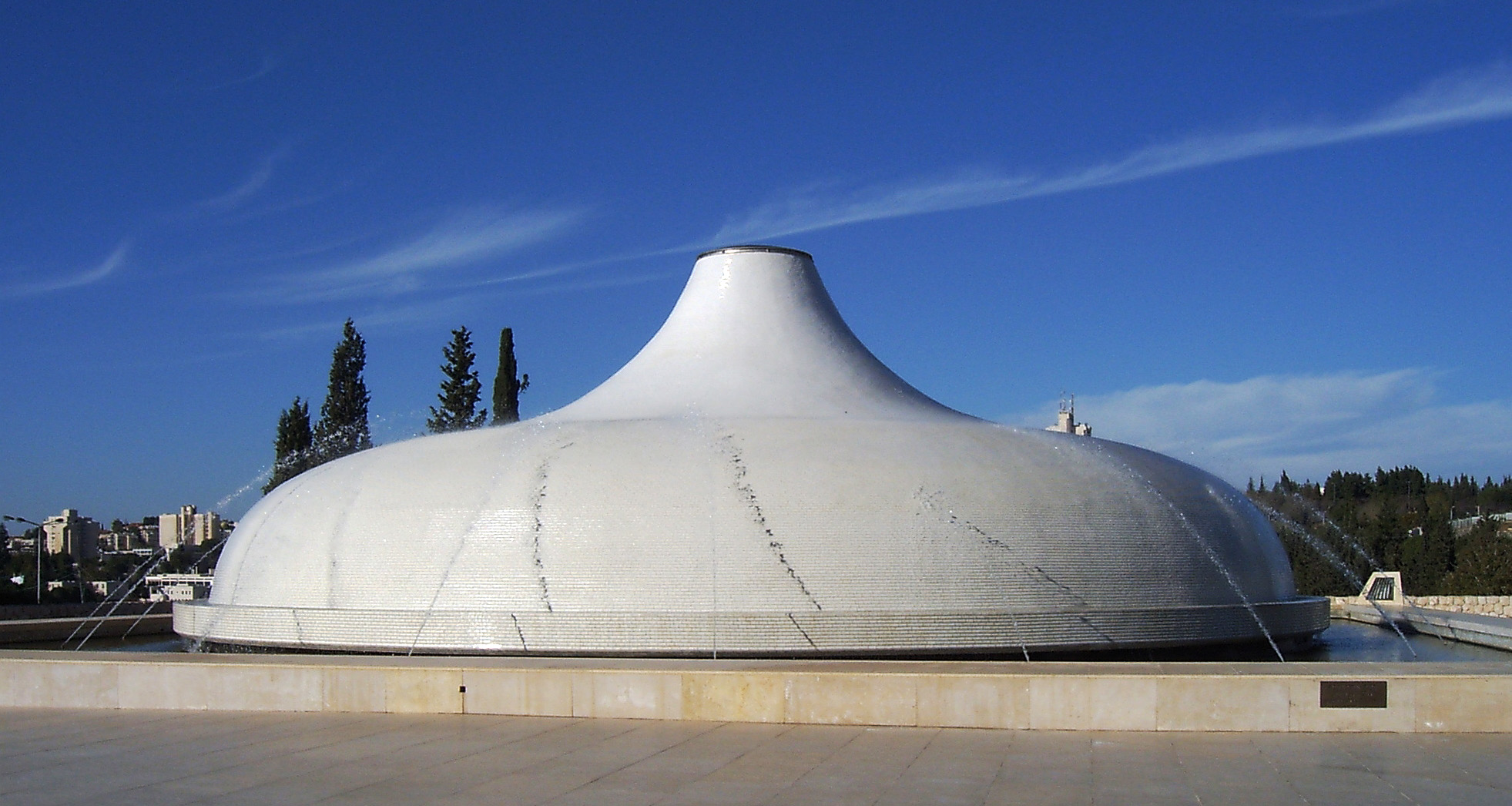
Israel - Jerusalém - Santuário do Livro

#### Em Israel
O códice permaneceu na Síria por quinhentos anos. Em 1947, manifestantes enfurecidos pelo Plano de Partição das Nações Unidas à Palestina incendiaram a sinagoga onde era mantido. O códice desapareceu, depois ressurgiu em 1958, quando foi contrabandeado para dentro de Israel pelo judeu sírio Murad Faham e apresentado ao presidente do estado, Yitzhak Ben-Zvi. Algum tempo depois da chegada, descobriu-se que partes do códice haviam sido perdidas. O Códice de Aleppo foi confiado ao Instituto Ben-Zvi e à Universidade Hebraica de Jerusalém. Está atualmente (2005) em exposição no Museu de Israel, tentativas de recuperar suas partes perdidas continuam até hoje.

## Tradição textual
Quando o Códice de Aleppo estava completo (até 1947), seguiu a tradição textual tiberiana na ordem dos livros, similar ao Códice de Leningrado, que coincide com a tradição posterior dos manuscritos bíblicos sefarditas. A Torá e os Nevi'im aparecem na mesma ordem encontrada na maioria das Bíblias hebraicas impressas, mas a ordem dos livros para Ketuvim difere marcadamente. No Códice de Aleppo, a ordem dos Ketuvim é Livros de Crônicas, Salmos, Livro de Jó, Livro de Provérbios, Livro de Rute, Cântico dos Cânticos, Eclesiastes, Livro de Lamentações, Livro de Ester, Livro de Daniel e Livro de Esdras-Neemias.